# 구체적 타당성
구체적 타당성(具體的 妥當性)이란 법의 해석이나 적용을 통해 구체적 사건을 적절히 해결지울수 있는 능력을 뜻한다. 어떤 판결을 통해 쌍방에게 만족할 만한 결과를 가져다 주었다면  그 판결은 구체적 타당성을 가진다. 그러나 그로 인하여 법적 안정성을 해쳐서는 안되며 법적 안정성을 해치지 않고 구체적 타당성있는 해결을 하는 것이 법률가의 임무라고 볼 수 있다.

## 같이 보기
- 유권해석
- 타당성